# Liga del Norte de Coahuila 2017
La Temporada 2017 de la Liga del Norte de Coahuila fue la edición número 49 de la tercera etapa de este circuito. Tuvo como inicio el 2 de abril. Para este año se mantuvo en 6 el número de equipos, abandonaron la liga los equipos de los Mineros de Nueva Rosita y los Rieleros GIMSA de Frontera, en su lugar reingresó el equipo de los Nogaleros de Allende y debutó el equipo de los Bravos de Agujita.
Los Tuzos de Palaú se coronaron campeones por tercera ocasión en la liga al derrotar en la Serie Final a los Carboneros de Nava por 4 juegos a 1. El mánager campeón fue Mario Flores.

## Equipos participantes
| Liga del Norte de Coahuila 2017 |                    |                          |
| Equipo                          | Mánager            | Sede                     |
| Bravos de Agujita               | Jorge Gaytán       | Agujita, Coahuila        |
| Carboneros de Nava              | Rogelio Gutiérrez  | Nava, Coahuila           |
| Cardenales de Sabinas           | Reynaldo Espinoza  | Sabinas, Coahuila        |
| Nogaleros de Allende            | Héctor Chapa Ramos | Allende, Coahuila        |
| Tecos de Nuevo Laredo           | Marco Antonio Cruz | Nuevo Laredo, Tamaulipas |
| Tuzos de Palaú                  | Mario Flores       | Palaú, Coahuila          |

## Posiciones
- Actualizadas las posiciones al 18 de junio de 2017.

| Liga del Norte de Coahuila | Liga del Norte de Coahuila | Liga del Norte de Coahuila | Liga del Norte de Coahuila | Liga del Norte de Coahuila |
| Equipo                     | JG                         | JP                         | PCT                        | JV                         |
| -------------------------- | -------------------------- | -------------------------- | -------------------------- | -------------------------- |
| Nuevo Laredo               | 16                         | 4                          | .800                       | -                          |
| Sabinas                    | 12                         | 8                          | .600                       | 4.0                        |
| Palaú                      | 11                         | 9                          | .550                       | 5.0                        |
| Nava                       | 11                         | 9                          | .550                       | 5.0                        |
| Agujita                    | 7                          | 13                         | .350                       | 9.0                        |
| Allende                    | 3                          | 17                         | .150                       | 13.0                       |

| Clasificado a los playoffs |

## Playoffs
|  | Semifinales | Semifinales  | Semifinales |       |   | Final | Final | Final |  |
|  |             |              |             |       |   |       |       |       |  |
|  |             |              |             |       |   |       |       |       |  |
|  | 4           | Nava         | 4           |       |   |       |       |       |  |
|  | 4           | Nava         | 4           |       |   |       |       |       |  |
|  | 1           | Nuevo Laredo | 1           |       |   |       |       |       |  |
|  | 1           | Nuevo Laredo | 1           |       | 4 | Nava  | 1     |       |  |
|  |             |              |             |       | 4 | Nava  | 1     |       |  |
|  |             |              | 3           | Palaú | 4 |       |       |       |  |
|  | 3           | Palaú        | 3           | Palaú | 4 | 4     |       |       |  |
|  | 3           | Palaú        |             |       |   | 4     |       |       |  |
|  | 2           | Sabinas      | 2           |       |   |       |       |       |  |
|  | 2           | Sabinas      | 2           |       |   |       |       |       |  |
|  |             |              |             |       |   |       |       |       |  |